# Un peuple et son roi
Pour plus de détails, voir Fiche technique et Distribution.
Un peuple et son roi est un film historique belgo-français écrit et réalisé par Pierre Schoeller, sorti en 2018. Il traite de la Révolution française, à Paris.
Il est présenté hors compétition à la Mostra de Venise 2018.

## Synopsis

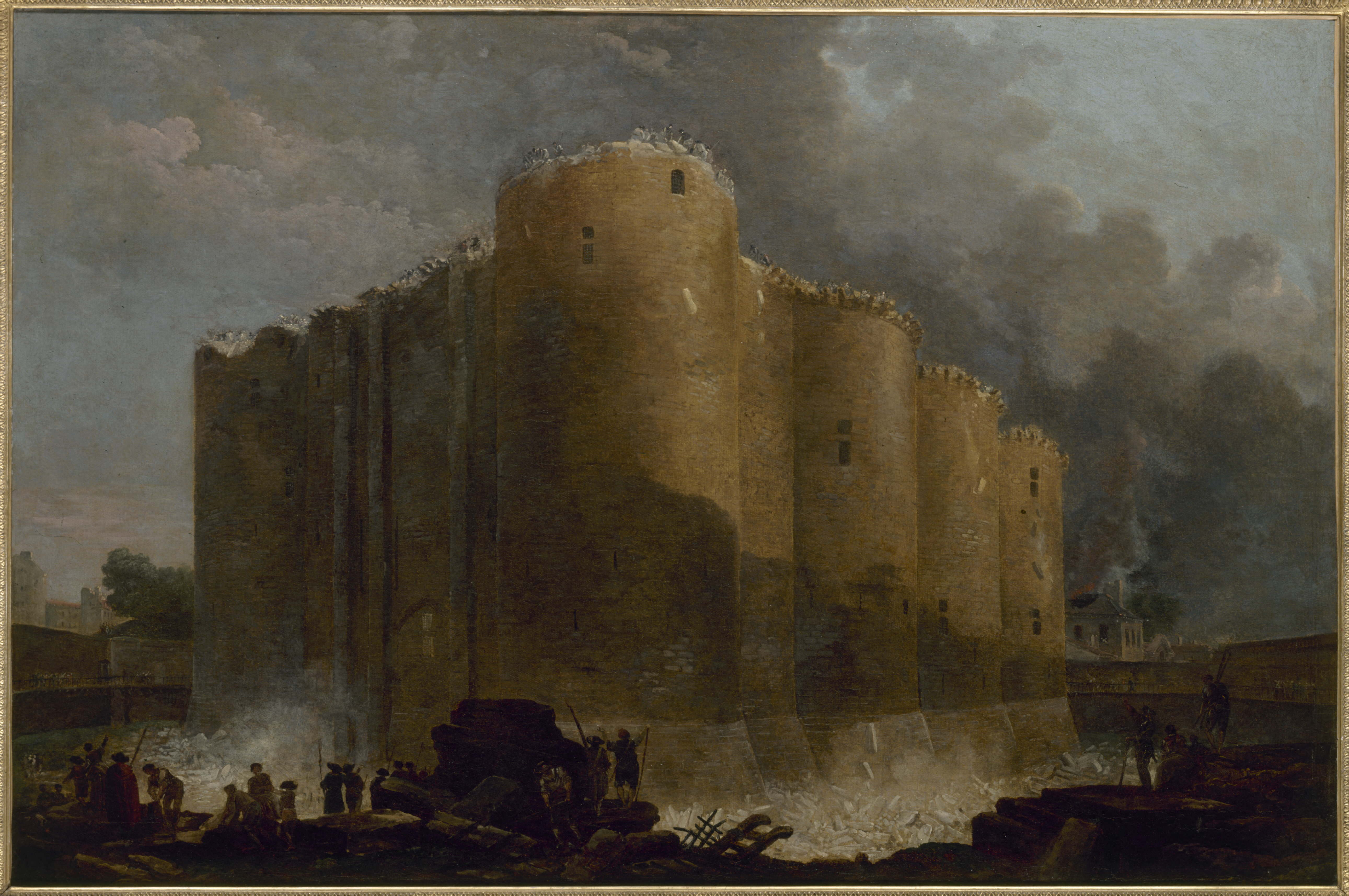
La Bastille dans les premiers jours de sa démolition, Hubert Robert, 1789, musée Carnavalet.

Ce film est une fresque historique qui porte sur la Révolution française, à Paris, retraçant les premières années de cette période, de la prise de la Bastille, le 14 juillet 1789, à l'exécution de Louis XVI, le 21 janvier 1793. Il se focalise notamment sur le rôle et la perception par ses contemporains du roi Louis XVI dans les tumultes qui secouent la France et qui amènent la fin de la société d'Ancien Régime. Le film met en scène un jeune couple du peuple qui entre en révolution (Gaspard Ulliel et Adèle Haenel), ainsi que des figures historiques marquantes de ce moment, comme Robespierre (Louis Garrel), Marat, Desmoulins ou encore Danton, dans des séculaires États Généraux qui se muent en une toute jeune Assemblée nationale constituante (1789) avant de se transformer en une révolutionnaire Convention.

## Fiche technique
Sauf indication contraire, les informations mentionnées dans cette section peuvent être confirmées par la base de données cinématographiques Unifrance,  présente dans la section « Liens externes ».
- Titre original : Un peuple et son roi
- Réalisation et scénario : Pierre Schoeller
- Musique : Philippe Schoeller
- Direction artistique :
- Décors : Thierry François
- Costumes : Karine Charpentier
- Photographie : Julien Hirsch
- Son : Jean-Pierre Duret
- Montage : Laurence Briaud
- Production : Denis Freyd
- Sociétés de production : Archipel 35 / Archipel 33 ; France 3 Cinéma et Studiocanal (coproductions) ; Les Films du Fleuve (production étrangère)
- Société de distribution : Studiocanal
- Pays de production :  France -  Belgique
- Langue originale : français
- Format : couleur
- Genres : historique, drame
- Durée : 121 minutes
- Budget : 16,9 millions d'euros[2]
- Dates de sortie :
  - Italie : 7 septembre 2018 (Mostra de Venise)[3]
  - France : 19 septembre 2018 (festival De l'écrit à l'écran)[4] ; 26 septembre 2018 (sortie nationale)
  - Belgique, Suisse romande : 26 septembre 2018
  - Québec : 18 janvier 2019

## Distribution
- Gaspard Ulliel : Basile
- Louis Garrel : Maximilien de Robespierre
- Adèle Haenel : Françoise Candole
- Céline Sallette : Reine Audu
- Laurent Lafitte : le roi Louis XVI
- Ruggero Barbera : le Dauphin Louis Charles
- Maëlia Gentil : la reine Marie-Antoinette
- Denis Lavant : Jean-Paul Marat
- Niels Schneider : Louis Antoine de Saint-Just
- Izïa Higelin : Margot Laforce
- Olivier Gourmet : Louis-Joseph Henri, dit « l’Oncle ».
- Noémie Lvovsky : Solange, épouse de l’Oncle
- Andrzej Chyra : Claude François Lazowski
- Johan Libéreau : Tonin
- Audrey Bonnet : femme Landelle
- Thibaut Evrard : Stanislas-Marie Maillard
- Jean-Marc Roulot : sectionnaire Lechenard
- Grégory Gatignol : Clément l’Effaré
- Cosme Castro : un patriote lors de la prise de la Bastille
- Vincent Deniard : Georges Jacques Danton
- Jean-Charles Clichet : Jérôme Pétion de Villeneuve
- Julia Artamonov : Pauline Léon
- Patrick Hauthier : comte de Virieu
- Philippe Chaine : Jean-Denis Lanjuinais
- Rodolphe Congé : Emmanuel-Joseph Sieyès
- Jean-Pierre Duret : Gamon
- Guillaume Marquet : Jean-Joseph Mounier, président de l'Assemblée
- Pierre-François Garel : Antoine Barnave
- John Arnold : Nicolas de Condorcet
- Jacques Ledran : Jacques-Guillaume Thouret
- Étienne Beydon : Camille Desmoulins
- Grégoire Tachnakian : Antoine-François Momoro
- Thibault Lacroix : Charles Varlet
- Frédéric Norbert : César-Guillaume de La Luzerne, évêque de Langres
- Serge Merlin : Louis XI dans le cauchemar de Louis XVI
- Patrick Préjean : Henri IV dans le cauchemar de Louis XVI
- Louis-Do de Lencquesaing : Louis XIV dans le cauchemar de Louis XVI
- Jacques Lacaze : Bertrand Barère
- Gérald Cesbron : Philippe Égalité
- Matthieu Sampeur : un député de la noblesse
- Stéphane De Groodt : le curé Norbert Pressac
- Laurent Papot : Lazare Carnot

## Production
Pierre Schoeller s'est appuyé sur les travaux et la collaboration de nombreux historiens, comme Sophie Wahnich, Guillaume Mazeau, Arlette Farge et Timothy Tackett. Il explique ne pas vouloir « trancher dans le débat entre historiens » mais plutôt « faire un film sur les émotions politiques, sur la manière dont les protagonistes de cette histoire, le roi, l’Assemblée et particulièrement le peuple, pensaient et vivaient eux-mêmes l’événement ».
Le tournage a lieu entre le 19 juin et août 2017 à Versailles et à Paris, notamment dans la Cour carrée du Louvre et au théâtre de l'Odéon. En septembre 2017, il a lieu dans le réfectoire de la Maison d'éducation du lycée de la Légion d'honneur, où est reproduite la Salle du Manège des Tuileries,, mais aussi au Jardin des Tuileries et à Magny-en-Vexin (Val-d'Oise).
Les scènes de vie des habitants du Faubourg Saint-Antoine sont tournées dans les communs d'un château de Brou-sur-Chantereine. L’exécution de Louis XVI est filmée sur l'Esplanade de Paris de l'Axe majeur, à Cergy.
Pierre Schoeller souhaite réaliser une suite intitulée Un Monde nouveau, consacrée à la Terreur et à la chute de Robespierre, si le film rencontre assez de succès.

## Place des femmes
Selon les critiques de presse la place des femmes dans le film est très importante: elles "sont en première ligne", et "au front" , incarnées par Adèle Haenel, Izia Higelin, Noémie Lvovsky, au sein d'une "armée résolue de citoyennes" qui "se soulèvent" et "ne désarment jamais" mais au contraire "marchent par milliers sur Versailles, pour crier famine auprès du roi" puis "passent des nuits blanches au sein de la toute jeune Assemblée nationale, au balcon, aiguillons du soulèvement".

## Accueil

### Accueil critique
En France, le site Allociné propose une moyenne des critiques de presse à 3,1/5, à partir de l'interprétation de 35 titres de presse.
Pour Le Monde, Pierre Schoeller « concentre les images, les discours, les figures et les conflits avec une acuité intellectuelle et une énergie qui emportent tout, même la gaucherie de certains tours du récit » dans ce film qui est « un essai voué à réveiller la réflexion sur l’idée de révolution, sur son actualité (...) autant qu’un spectacle guidé par un souci de fidélité aux sources ». Jacky Bornet, critique de France Télévisions a salué lui « une vision distanciée et équilibrée de la Révolution » et le quotidien Ouest-France un film « intéressant et pédagogique », capable de montrer en quoi « le peuple a bien été acteur de cette révolution » et fort de certaines scènes qui "ont un véritable lyrisme et un souffle épique". Le quotidien Sud Ouest a salué « un montage rythmé » et observé que  « ce n’est pas si souvent que le cinéma historique fait une cour royale aux femmes ».
Pour Jean-Michel Frodon dans Slate, le film « réussit plusieurs prouesses », notamment celle de « relier une évocation factuellement précise et dramatiquement variée » et « son approche se révèle féconde, au moins par les questions qu'elle soulève » ou par « certaines réévaluations, comme l’importance de la fusillade du Champ-de-Mars du 17 juillet 1791 ». Selon Jean-Michel Frodon, il se distingue de la majorité des films auxquels la Révolution française sert de cadre qui « expriment un point de vue négatif à son endroit ».
Pour le grand quotidien québécois Le Devoir, Pierre Schoeller « a fait œuvre utile en revisitant les principaux moments charnières entre la prise de la Bastille en 1789 et l’exécution du roi Louis XVI en 1793 ».  Il se montre « le plus juste, et le plus émouvant » par la qualité de la photographie, « en optant pour le point de vue du petit peuple de Paris » mais sans exclure non plus les grandes figures révolutionnaires ou réactionnaires, même si le film s’attarde un peu trop longuement sur leurs discours. Le Parisien souligne au contraire que Pierre Schoeller a soigné son ouvrage pour "donner une vie aux discours" et qu'ainsi le film résonne d'un fort «pouvoir d'interpellation» puisque le peuple assistait aux débats des députés. Pour Radio Canada  Schoeller réussit un film « intensément démocratique », qu'il a « superbement mis en scène, éclairé avec panache, porté par une distribution impeccable » et il parvient à en faire « une réflexion aussi passionnante qu’élégante sur le pouvoir et à qui il appartient ».
Parmi les médias qui se montrent très critique face au film, Le Point dénonce « une histoire mélenchoniste de la Révolution » et Libération estime qu'il « capture cette confusion d'un cinéaste face à un sujet qui non seulement le passionne, mais surtout neutralise sa capacité à faire du cinéma » et qui « malgré ses inventions, n'en contient aucune, pas plus qu'il n'abrite le moindre personnage, la moindre interaction qui soit plausible, la moindre incarnation », et conclue à un « ratage », à un « petit théâtre d'idées, brouhaha de commentaires sur l'action politique qui n'aboutit à rien d'autre qu'à du trépignement ». Dans Le Monde diplomatique, le cinéaste Gérard Mordillat estime qu'Un peuple et son roi appartient à une longue lignée de films « décevants » sur la Révolution, dont les réalisateurs « s’interdisent de défendre l’une ou l’autre cause, ou soutiennent mollement la cause du peuple, sans que ce choix s’affirme autrement que dans les intentions » et « semblent n’avoir qu’une idée très vague de la façon dont les femmes et les hommes du peuple se parlent, de ce qu’ils se disent, de ce qu’ils pensent, sinon sur un mode déclamatoire, pour réclamer la liberté, l’égalité, la fraternité ». En les opposant aux films d'Ariane Mnouchkine et Peter Watkins, il s'interroge : « peut-on académiquement tourner un film sur la Révolution ? Suffit-il de s’interroger cinématographiquement sur la Révolution pour répondre : « ça ira », en se dispensant de se poser la question de la forme ? ».

### Box office
Lors de sa première semaine d'exploitation en France, Un peuple et son roi obtient la sixième position du box-office et compte 133 296 entrées, derrière Première Année (171 400), et devant L'Ombre d'Emily (103 377). Au bout de 13 semaines d'exploitation, le film cumule 322 495 entrées.
| Pays ou région | Box-office      | Date d'arrêt du box-office | Nombre de semaines |
| -------------- | --------------- | -------------------------- | ------------------ |
| France         | 322 495 entrées | 26 décembre 2018           | 13                 |
| Total mondial  | 2 481 681 $     | -                          | -                  |

## Distinctions

### Récompense
- Festival du film politique de Porto-Vecchio 2018 : Jury des médias

### Sélections
- Festival De l'écrit à l'écran 2018[22] : film d'ouverture[4]
- Mostra de Venise 2018 : hors compétition

### Nominations
- César 2019 :
  - Meilleurs costumes pour Anaïs Romand
  - Meilleurs décors pour Thierry François

### Documentation
- Dossier de presse Un peuple et son roi
- Relire la Révolution française : Grand entretien avec Pierre Schoeller, interview de Pierre Schoeller par Emmanuel Laurentin dans le cadre de la Fabrique de l'histoire sur France Culture le 24 septembre 2018.